# Bohuslav Sedláček
Bohuslav Sedláček (13. srpna 1928 Droždín – 25. května 2013 Brno) byl český skladatel a dramaturg.

## Život
Jeho otec byl skladatel a kapelník. Od roku 1943 do 1949 studoval Bohuslav Sedláček na konzervatoři v Brně u Jaroslava Kvapila. V roce 1954 vystudoval kompozici u téhož profesora i na Hudební fakultě Janáčkovy akademie múzických umění v Brně.
V roce 1949 nastoupil v Československém rozhlase Brno jako hudební režizér, později člen orchestru, hudební redaktor a od roku 1963 jako dramaturg malých hudebních žánrů a Orchestru Studia Brno. Stěžejní část svého života však zasvětil činnosti a tvorbě rozhlasového orchestru Studio Brno.

## Dílo
Tvorba Bohuslava Sedláčka představuje velmi početnou řadu titulů instrumentálních, převážně však vokálních skladeb z oblasti zábavné a populární hudby. Napsal však i řadu skladeb vážné hudby. Kromě jiného je také autorem hudby k pohádce Princezna se zlatou hvězdou.

### Pro orchestr
- 1970 Ženu ni květinou
- 1980 Chvilka s harfou, pro harfu a orchestr
- 1982 Ještě se vrátím, pro orchestr
- 1985 Na moravskou notu
- 1987 Modlitba za vodu
- 1988 Červánky nad řekou, pro harfu a orchestr
- Elegie, pro violu a orchestr

### Pro big band
- 1954 Moravská suita, pro big band
- 1983 Čas, ten nezastavím
- 1993 Canzonetta in Es, pro big band
- 1994 Chvilka s trubkou, pro trubku a big band
- 1995 Princezna se zlatou hvězdou
- 1995 Východní tanec
- 1996 Valse pitoresque
- 2000 Růže z Hané
- Čmelda Čenda
- Lanškrounský zámek. Zpívaný valčíkpro zpěv

### Pro sbor
- 1992 Jaro, sbohem..., Cyklus pro smíšený sbor
- Maminčina píseň, pro smíšený sbor
- Vzorný voják, pro smíšený sbor

### Vokální
- 1979 Vonička z kvítí milostného I
- 1980 Vonička z kvítí milostného II
- 1988 Cigarety vadí kráse
- 1989 Já nejsem holka, co se střílí

### Písně
- Zpátky k pramenům - text: Václav Fischern

### Komorní hudba
- 1998 Jede, jede--, pro dvě trubky a klavír
- 1998 Valse Pitoresco, pro trubku a klavír
- Čmelda - Čenda, pro fagot a klavír
- Canzonetta in F, pro flétnu a klavír
- Chvilka s flétnou, pro flétnu a klavír
- Loupežnické variace, pro dechový kvintet
- Písničky ze dřeva, pro klarinet a klavír
- Rolničky, pro flétnu a klavír
- Serenáda pro Markétku, pro housle a klavír
- Sonáta, pro housle a klavír

### Pro klavír
- 2001 Ej, hora, hora ...
- Ráj domova, Cyklus dětských písní pro klavír

### Pro harfu
- 1998 Čtyři poetické reminiscence

### Pro kytaru
- Sbalme ruksaky

### Filmová hudba
- 1959 Princezna se zlatou hvězdou

### Opereta
- 1958 "Vdova z Valencie"